# ماتيوس ليوني
ماتيوس ليوني هو لاعب كرة قدم برازيلي في مركز الدفاع، ولد في 20 سبتمبر 1991 في بورتو فاليو في البرازيل. لعب مع نادي بيروي ستارا زاغورا.

## وصلات خارجية
- ماتيوس ليوني على موقع قاعدة بيانات كرة القدم.إي يو (الإنجليزية)
- ماتيوس ليوني على موقع Soccerway.com (الإنجليزية)
- ماتيوس ليوني على موقع عالم كرة القدم.نت (الإنجليزية)